# Pascal Kälin
Pascal Kälin (* 11. Januar 1993) ist ein Schweizer Skispringer.

## Werdegang
Kälin gab sein internationales Debüt im März 2008 bei einem Juniorenspringen in Bois-d’Amont. Beim Europäischen Olympischen Jugendfestival 2009 auf den Skalite-Schanzen im polnischen Szczyrk holte Kälin mit dem Team Bronze, nachdem er zuvor im Einzelwettkampf Rang sechs belegt hatte.
Durch eine Dopingkontrolle im Oktober 2011 wurde bei ihm Hodenkrebs diagnostiziert, wodurch er das Skispringen zwischenzeitlich für die Therapie unterbrechen musste. Ab Dezember 2011 startete Kälin wieder im Continental Cup, wo er allerdings in der Saison 2011/12 keine Punkte sammeln konnte.
Nachdem Kälin in der Folgesaison gute Ergebnisse abgeliefert hatte, startete er am 17. März 2013 erstmals im Weltcup. Beim Grand-Prix 2013 verpasste er zunächst in Hinterzarten und Wisła den zweiten Durchgang, konnte aber in Nischni Tagil und Almaty in die Punkteränge springen. Am 21. Dezember 2013 ersprang er sich beim Heimspringen von der Gross-Titlis-Schanze in Engelberg als 30. seinen ersten Weltcuppunkt.

## Statistik

### Weltcup-Platzierungen
| Saison  | Platz | Punkte |
| ------- | ----- | ------ |
| 2013/14 | 82.   | 001    |

### Grand-Prix-Platzierungen
| Saison | Platz | Punkte |
| ------ | ----- | ------ |
| 2013   | 46.   | 051    |
| 2015   | 54.   | 038    |

### Continental-Cup-Platzierungen
| Saison  | Platz | Punkte |
| ------- | ----- | ------ |
| 2012/13 | 55.   | 113    |
| 2013/14 | 91.   | 053    |
| 2014/15 | 80.   | 073    |